# 岡崎功
岡崎 功（おかざき いさお、1920年7月17日 - 2006年）は、日本の右翼活動家・教育者。島根県出身。昭和戦前期から占領期にかけて活動し、1945年に松江騒擾事件を起こした。別名岡崎允佐夫（おかざき いさお）。

## 概要
松江騒擾事件とは島根県庁の焼き討ち事件で、1945年8月24日、終戦に不満をもった岡崎らが「聖戦続行、昭和維新政府樹立」を要求して皇国義勇軍と名乗り、島根県知事公舎、発電所、新聞社等を襲撃した。襲撃後、皇国義勇軍は罪を不問とする条件で投降したが、岡崎は戦時騒擾罪等で無期懲役となって服役した。1952年、サンフランシスコ平和条約発効等による恩赦で出所。その後、1961年に学校法人淞南学園、現立正大学淞南高等学校を創立して理事長となり、長く学校の経営にあたった。

## 生涯

### 戦前
岡崎功は、島根県に生まれ、1939年に松江中学校（島根県立松江北高等学校の前身）を卒業後、2年間満洲の三井物産奉天支店に勤務中、国粋主義に感化された。1942年11月に日本に戻り、立正大学専門部に入学後、国家主義団体の勤皇まことむすびにも所属、国家革新運動に参加していった。岡崎は私財を投じて目黒区に「一心寮」を設置し、そこで毎晩、同志の学生と激論を交わしていた。当時は太平洋戦争における日本の敗色が濃厚な時期であり、東條内閣の打倒や暗殺が様々なグループによって画策されていた。岡崎も暗殺を計画、早稲田大学の配属将校から手榴弾3個と短銃1個を入手しその機会を待った。しかしこの企ても、事前に憲兵隊に露見し、岡崎も逮捕された。1943年7月、放火殺人予備・爆発物取締罰則違反で連行され、巣鴨拘置所に1年半勾留の後、1944年（昭和19年）9月に懲役2年（執行猶予3年）の判決を受けた。岡崎は同年11月に釈放されたが、飯島与志雄が結成した尊攘同志会に直ちに参加、特別高等警察から要注意人物としてマークされ続けた。島根県松江市に帰郷したのちは昭和維新運動の指導的人物として活動
を続ける一方で、勤労動員署傭員となった。岡崎は自分の考えで女子挺身隊員などの動員を決めたが、上司と対立し辞表を提出した。岡崎は大日本言論報国会島根支部に入った。

### 終戦から松江騒擾事件まで
8月15日、玉音放送があった。岡崎は大日本言論報国会島根支部の同志とはかり決起を決意した。支部長の桜井三郎右衛門は参加していないが、決起を知っていた。8月24日早暁、岡崎は集団を「皇国義勇軍」と名乗り同志と共に決起計画を実施した。知事・検事正の暗殺は失敗したが、県庁の焼き討ちは予定よりも20分早かった。各隊の足並みは乱れた。新聞社・変電所への襲撃は計画通り実行に移されたものの、郵便局電話試験室の爆破、火薬店襲撃は失敗に終わった。各隊は松江放送局へ決起放送を強要したが、武装警官、兵士に囲まれ全員逮捕された。岡崎は切腹をはかったが、病院で蘇生した。松江地方裁判所、大審院で無期懲役の判決をうけた。服役は6年7ヵ月で、恩赦が2回「第2次大戦終結恩赦および日本国憲法公布恩赦」と「平和条約発効・講和恩赦」があり1952年出所した。

### 戦後の生活
出所した岡崎は松江市内で製材業を営み「戦犯受刑者世話会」の仕事をしていた。島根県内の右翼団体として青年皇道隊が1953年10月に結成され、岡崎功が隊長とある。その頃全国の右翼の統一をはかる運動があり、1956年12月に国民総連合として発足した。世話人の一人に岡崎がおり、島根県支部を名乗ったのだが、実態はなかった。彼は1961年学校法人淞南学園を創立し理事長になり、淞南高等学校（後の立正大学淞南高等学校）の経営にあたった。その建学の精神は教育勅語であった。同校は、その後1970年に日本大学準附属高校となって松江日本大学高等学校と称し、1992年に日本大学との提携を取りやめて淞南学園高等学校となり、さらに、2001年には立正大学の準附属高校となる提携を結び、立正大学淞南高等学校となった。1968年の第8回参議院議員通常選挙に全国区から無所属で立候補したが落選した。

## 岡崎功とのインタビュー
林雅行は著書 『天皇を愛する子どもたち』において、岡崎功とのインタビューを記述している。時期は1986年4月である。